# 第1回ダヴィッド・ディ・ドナテッロ賞
第1回ダヴィッド・ディ・ドナテッロ賞（だい1かいダヴィッド・ディ・ドナテッロしょう）の授賞式は、1956年7月5日にローマで行われた。

## 受賞者一覧

### 監督賞
- ジャンニ・フランチョリーニ（『Racconti romani』）

### プロデューサー賞
- アンジェロ・リッツォーリ（『夜の騎士道』）
- ゴッフレード・ロンバルド（『殿方ごろし』）
- ニコロ・テオドーリ（『Racconti romani』）

### 女優賞
- ジーナ・ロロブリジーダ（『美女の中の美女』）

### 男優賞
- ヴィットリオ・デ・シーカ（『殿方ごろし』）

### 外国人プロデューサー賞
- ウォルト・ディズニー（『わんわん物語』）

### ゴールデン・プレート
- スチュワート・グレンジャー（俳優、『デッドロック』）
- ジーン・シモンズ（俳優、『デッドロック』）

### フランス大使館賞
- La rivale（監督：アントン・ジュリオ・マヤーノ）